# Підприємство
Підприє́мство — самостійний суб'єкт господарювання, зареєстрований компетентним органом державної влади або органом місцевого самоврядування, для задоволення суспільних та особистих потреб шляхом систематичного здійснення виробничої, науково-дослідної, торговельної, іншої господарської діяльності в порядку, передбаченому Господарським кодексом України та іншими законами. Головне завдання підприємства полягає в задоволенні потреб ринку в його продукції або послугах з метою одержання прибутку.

## Загальний опис
Відповідно до ст. 62 ГК України підприємство — це самостійний суб'єкт господарювання, створений компетентним органом державної влади або органом місцевого самоврядування, або іншими суб'єктами для задоволення суспільних та особистих потреб шляхом систематичного здійснення виробничої, науково-дослідної, торговельної, іншої господарської діяльності в порядку, передбаченому ЦК України та іншими законами.
Підприємство є юридичною особою, має відокремлене майно, самостійний баланс, рахунки в установах банків, печатку із своїм найменуванням, ідентифікаційний код та діє на основі статуту, якщо інше не встановлено законом.
Підприємство не має у своєму складі інших юридичних осіб (внутрішня структура підприємства може бути представлена відділами, цехами, відокремленими структурними підрозділами тощо).
Підприємство може бути засновником (учасником) інших господарюючих суб'єктів — юридичних осіб. Учасники не ліквідуються як юридичні особи.
Засновником підприємства є суб'єкт, який ухвалив рішення про заснування підприємства, підписав установчі документи такого підприємства та передав частину майна (коштів) до його статутного (складеного) капіталу на правах власності чи господарського відання або оперативного управління.
Учасником підприємства є власник корпоративних прав, у тому числі власник прав засновника унітарного підприємства.
Підприємства можуть створювати для здійснення господарської як комерційної, так і некомерційної діяльності.
Законодавець поділяє підприємства на види за низкою критеріїв:
1. За формою власності на майно, що утворює майнову основу їх господарської діяльності: приватне підприємство, що діє на основі приватної власності громадян чи суб'єкта господарювання (юридичної особи); підприємство колективної власності, що діє на основі колективної власності; комунальне підприємство, що діє на основі комунальної власності територіальної громади; державне підприємство, що діє на основі державної власності; підприємство, засноване на базі об'єднання майна різних форм власності; спільне комунальне підприємство, що діє на договірних засадах спільного фінансування (утримання) відповідними територіальними громадами — суб'єктами співробітництва.
2. Залежно від розміру іноземної інвестиції у статутному капіталі підприємства останні поділяються на підприємства з іноземними інвестиціями (підприємства, у статутному капіталі яких іноземна інвестиція становить не менш як 10 %) та іноземні підприємства (підприємства, у статутному фонді яких іноземна інвестиція становить 100 %). Чинне законодавство розрізняє поняття «іноземна юридична особа» (юридична особа, створена за законодавством іноземної держави) та «іноземне підприємство» (створення іноземними інвесторами такого підприємства є формою іноземного інвестування).
3. Залежно від способу утворення (заснування) та формування статутного капіталу вирізняють унітарні та корпоративні підприємства.
  1. Унітарне підприємство створюється одним засновником, який виділяє необхідне для того майно, формує відповідно до закону статутний фонд, не поділений на частки (паї), затверджує статут, розподіляє доходи, безпосередньо або через керівника, який ним призначається, керує підприємством і формує його трудовий колектив на засадах трудового найму, вирішує питання реорганізації та ліквідації підприємства. Унітарними є підприємства державні, комунальні, підприємства, засновані на власності об'єднання громадян, релігійної організації або на приватній власності засновника.
  2. Корпоративне підприємство утворюється, як правило, двома або більше засновниками за їх спільним рішенням (яке оформлюється, як правило, протоколом установчих зборів), діє на основі об'єднання майна та/або підприємницької чи трудової діяльності засновників (учасників), їх спільного управління справами, на основі корпоративних прав, у тому числі через колегіальні органи, що ними створюються, на засадах участі засновників (учасників) у розподілі доходів та ризиків підприємства. Корпоративними є кооперативні підприємства, підприємства, що створюються у формі господарського товариства, а також інші підприємства, у тому числі засновані на приватній власності двох або більше осіб.
4. При існуванні залежності одного підприємства від іншого такі підприємства визнаються асоційованими підприємствами; якщо залежність є вирішальною (вирішальна залежність виникає у разі, якщо між підприємствами встановлюються відносини контролю-підпорядкування за рахунок переважної участі контролюючого підприємства в статутному фонді та/або загальних зборах чи інших органах управління іншого (дочірнього) підприємства, зокрема володіння контрольним пакетом акцій), одне із таких підприємств є материнською компанією, а інше підприємство визнається дочірнім.
5. За сектором економіки: підприємства державного сектора економіки — підприємства, що діють на основі лише державної власності, а також підприємства, що діють на основі поєднання різних форм власності та державна частка у статутному капіталі яких перевищує 50 % чи становить величину, яка забезпечує державі право вирішального впливу на господарську діяльність цих суб'єктів; підприємства комунального сектора економіки — підприємства, що діють на основі лише комунальної власності, а також підприємства, що діють на основі поєднання різних форм власності та частка комунальної власності у статутному фонді яких перевищує 50 % чи становить величину, яка забезпечує органам місцевого самоврядування право вирішального впливу на господарську діяльність цих суб'єктів; підприємства приватного сектора економіки — підприємства, що діють на основі лише приватної власності, а також підприємства, що діють на основі поєднання різних форм власності та частка приватної власності у статутному фонді яких перевищує 50 % чи становить величину, яка забезпечує засновникам (приватним особам та/або юридичним особам приватного права) чи уповноваженому ним органу право вирішального впливу під час провадження господарської діяльності такими суб'єктами.

## Загальна характеристика
Підприємства можуть створюватись як для здійснення підприємництва, так і для некомерційної господарської діяльності.
Підприємство, якщо законом не встановлено інше, діє на основі статуту.
Підприємство є юридичною особою, має відокремлене майно, самостійний баланс, рахунки в установах банків, печатку із своїм
найменуванням та ідентифікаційним кодом.
Підприємство не має у своєму складі інших юридичних осіб.
Будь-яке підприємство як юридична особа визначається за такими ознаками: 
1. Організаційна єдність. Підприємство — це відповідним чином організована господарська діяльність із певною структурою управління і визначеними принципами внутрішньої побудови.
2. Відокремлення майна. Будь-яке підприємство має власні верстати, устаткування, машини, технологічні пристрої, матеріали, паливо тощо, якими володіє, розпоряджається і користується у виробничому процесі.
3. Майнова відповідальність. Підприємство несе юридичну та економічну відповідальність за своїми обов'язками перед постачальниками, споживачами і державою.
4. До того ж підприємство має право від свого імені й у власних інтересах звертатися до суду із позовами, вимагати відшкодування своїх збитків, якщо вони заподіяні іншим підприємством, або скасування рішень державних органів влади у разі їх незаконного характеру.

## Принципи підприємства
1. самоокупність
2. самофінансування
3. самозабезпечення
4. матеріальна зацікавленість
5. економічна відповідальність
6. господарська самостійність

## Завдання підприємства
1. Одержання прибутків його власникам.
2. Створення робочих місць для населення.
3. Охорона навколишнього середовища.
4. Забезпечення підприємства заробітною платою.
5. Створення персоналові нормальних, прийнятних умовами праці, забезпечення споживачів продукцією

## Класифікація підприємств

### За формою власності
1. Державна
2. Колективна
3. Суспільна
4. Приватна
5. Комунальна
6. З іноземними інвестиціями
7. Іноземні
8. Змішана

### За розміром (для України)
1. мікропідприємство (кількість працівників не перевищує 10 осіб, а обсяг валового доходу — менше 2 млн. євро)
2. мале підприємство (кількість працівників не перевищує 50 осіб, а обсяг валового доходу — менше 10 млн. євро)
3. середнє підприємство (кількість працівників не перевищує 250 осіб, а обсяг валового доходу — менше 50 млн. євро)
4. велике підприємство (кількість працівників більше 250 осіб, а обсяг валового доходу — більше 50 млн. євро)

### Залежно від способу утворення та формування статутного капіталу
1. унітарне
2. корпоративне

### Залежно від організаційно-правової форми
1. господарське товариство
  1. акціонерне товариство
  2. товариство з обмеженою відповідальністю
  3. товариство з додатковою відповідальністю
  4. командитне товариство
  5. повне товариство
2. об'єднання підприємств
  1. асоціація
  2. концерн
  3. консорціум
  4. корпорація
  5. холдинг
  6. промислово-фінансова група

### За видом діяльності
1. сільськогосподарська
2. видобувна
3. переробна
4. виробнича
5. фінансова
6. посередницька
7. страхова.
8. надання послуг. Сервісне підприємство.

Підприємства класифікуються з метою групування їх за певними ознаками

## Організаційна схема
Для ефективної діяльності будь-якої компанії важливим є правильна організація роботи усіх її підрозділів, визначення правильної підпорядкованості між відділами, підрозділами, працівниками різних посад. Саме тому дуже важливим є Оргсхема (Організаційна схема компанії). Залежно від виду діяльності, форми власності Оргсхеми можуть мати різну структуру. Підпорядкованість є вертикальною та горизонтальною.
- Вертикальна підпорядкованість — це підпорядкованість в окремому підрозділі. В цьому разі завдання можуть ставитись саме в такому порядку(керівник — заступник — рядовий працівник).

- Горизонтальна підпорядкованість — це коли на підприємстві є певна кількість підрозділів і завдання можуть ставитись один одному на якомусь одному рівні (керівники підрозділів ставлять завдання один одному, менеджери різних підрозділів співпрацюють між собою).

Для будь-якої з форм власності, виду діяльності підприємства структура Оргсхеми майже однакова:
1. Юридичний підрозділ (додержання законності в діяльності підприємства і захист його правових інтересів)[1]
2. Підрозділ персоналу та комунікації (відповідає за підбір співробітників, за зв'язки між підрозділами, внутрішню взаємодію в компанії, а також відносини із зовнішніми контрагентами)
3. Підрозділ маркетингу (відповідає за просування продукту, рекламні компанії)
4. Фінансовий підрозділ (відповідає за потоки грошових коштів, які здійснює підприємство — доходи, витрати)
5. Технічний підрозділ (підрозділ ефективної підтримки роботи компанії — розробка проєктів)
6. Підрозділ якості та кваліфікації (відповідає за якість персоналу, його ріст, підвищення кваліфікації, розробка програм розвитку для окремих працівників, окремого підрозділу, усунення проблем загалом по компанії на основі інспекцій)
7. Підрозділ розвитку (робота з партнерами, покупцями товарів та послуг — покращення взаємодії)
8. Адміністративний підрозділ (підрозділ вирішення офіційних питань, офіс Виконавчого директора, засновника)

Окрім Підрозділів на Оргсхемі мають бути присутні відділи, секції для докладнішого підпорядкування та чіткості в організації роботи компанії.

## В ЄС
Європейська Комісія — ключова інституція ЄС, що здійснює і пряме, і опосередковане регулювання підприємницької діяльності, в Рекомендації ЄС 2003/361 в Розділі «Definition of micro, small and medium-sized enterprises adopted by the Commission» в Статті 1 «Підприємство», визначає: «Підприємством //в цих Рекомендаціях// вважається будь-який суб’єкт господарювання, який здійснює господарську діяльність, незалежно від його юридичної форми. Сюди входять, зокрема, самозайняті особи та сімейні підприємства, які займаються ремеслом чи іншою діяльністю, а також товариства або асоціації, що регулярно займаються економічною діяльністю». Тобто «підприємством» в ЄС та багатьох інших міжнародних організаціях називається будь-який економічний суб’єкт, який здійснює економічну діяльність, — тобто термін «підприємство» передає сутність діяльності, а не зводиться формально лише до організаційно-правової форми. Наприкінці 1990-х років в Україні термін «enterprise» в контексті державної політики розумівся виключно як «юридична особа», хоча нині[коли?] класифікація МСП в Україні вже відповідає європейській.